# Дебед
Дебе́д (Дебе́да, Дебет, Дебети; устар. Борчала, Бамбак; арм. Դեբեդ, груз. დებედა) — река в Армении и Грузии, правый приток реки Храми, являющейся правым притоком Куры. Образуется слиянием рек Памбак и Дзорагет в селе Дсех.
Длина реки составляет 178 км, площадь водосборного бассейна — 4100 км². Среднегодовой расход воды 29,7 м³/с.
Посетивший регион в XVIII веке путешественник Иоган Гюльденштедт, говоря о реке использует только название Тебета (Дебеда)
До XX века носила название Борчала, которое дало название области Борчалы.
На Дебеде находятся города Алаверди (в котором через реку Санаинский мост XII века), Ахтала, сёла Дсех (родина Ованеса Туманяна), Одзун (древний культурный центр с остатками монастыря), а также включённые в список Всемирного наследия Санаин и Ахпат.

## Галерея

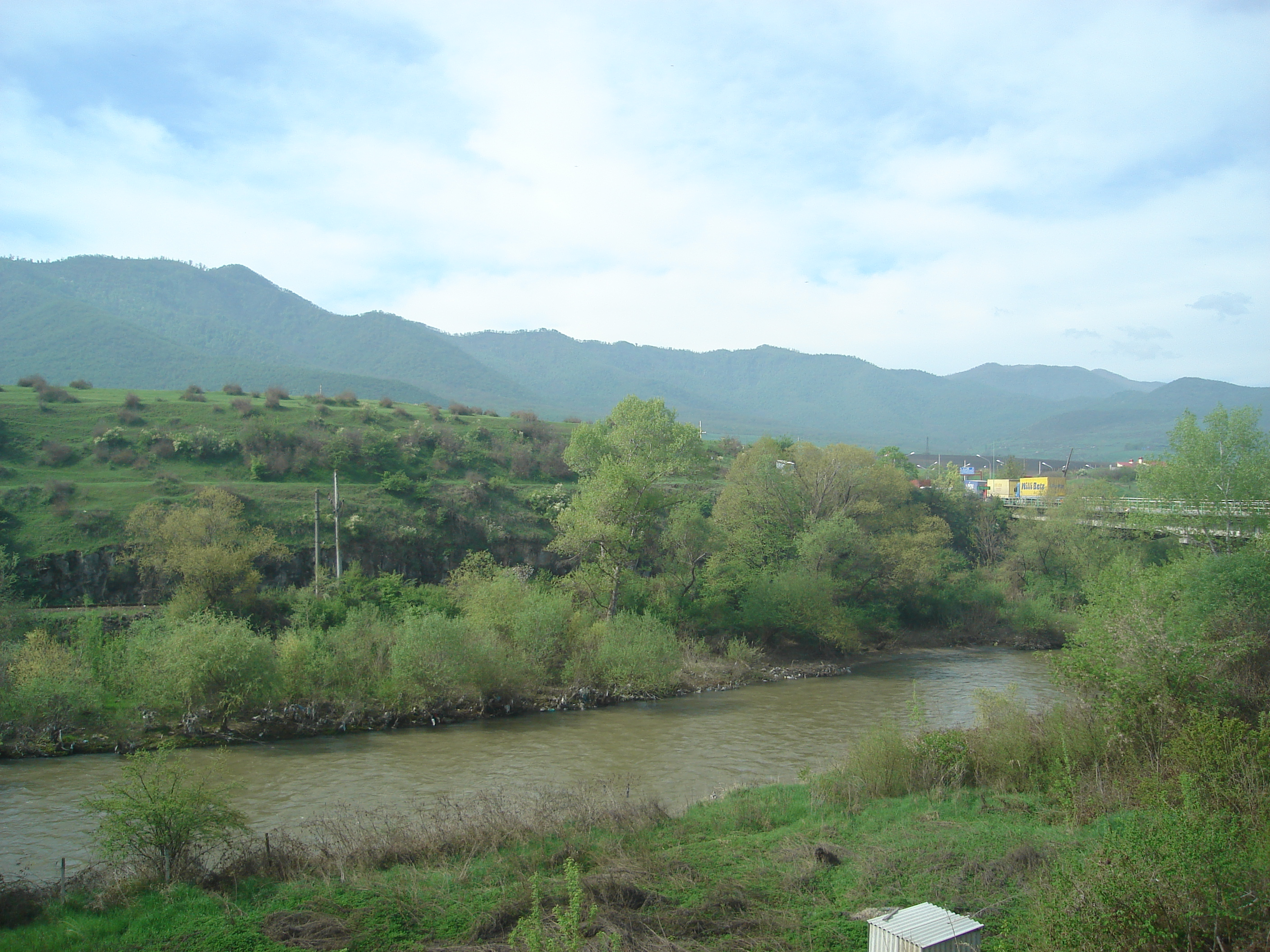
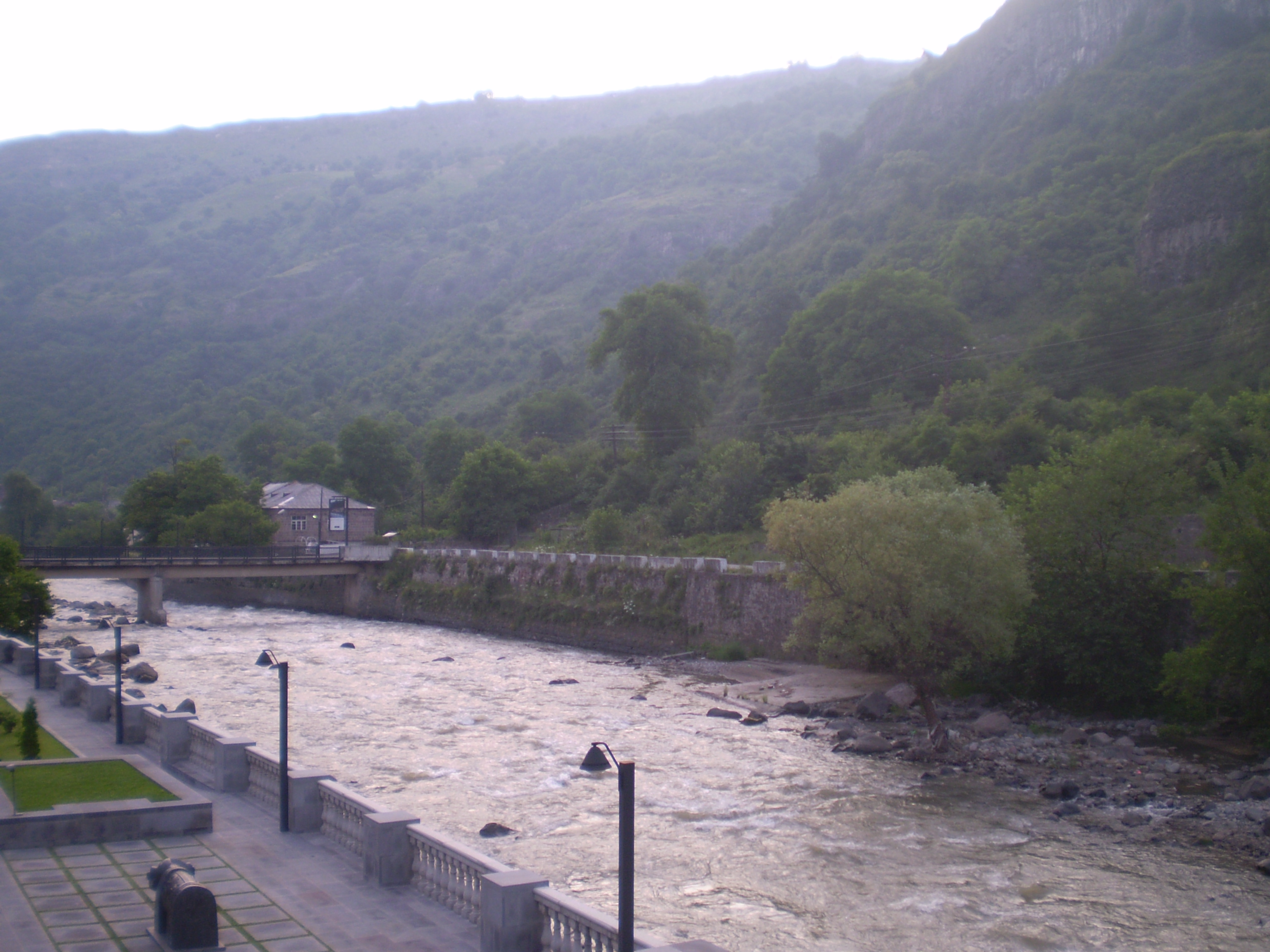